# 千總
千總，明代嘉靖京軍三大營職官，其上有總兵、大將、副將、參將、游擊、佐擊、坐營、號頭官、中軍官等官職。於清朝武官名而言，可以是從五品的守禦所千總、正六品的門千總或營千總、也有可能是從六品的衛千總。
清朝八旗，軍階由高至低分別為提督、總兵、副將、參將、游擊、都司、守備、千總、及把總。

## 台灣
臺灣民間對綠營旗下的武官，普遍敬稱「總爺」，若須因官職細分，千總、把總則敬稱「副爺」。:264

## 古希腊
在古希腊，千人队指挥官的头是Chiliarch。